# Agonist (muskeltype)
 Denne artikel bør gennemlæses af en person med fagkendskab for at sikre den faglige korrekthed.

 For alternative betydninger, se Agonist. (Se også artikler, som begynder med Agonist)
Agonist er en af to typer arbejdende muskler, hvoraf den anden er antagonist. Muskler der beskrives som agonister hjælper til at bevæge et legeme i bevægelsesretningen. Musklen som "modhjælper" legemet i sin bevægelsesretning er antagonisten. 
Et eksempel på disse kunne tage udgangspunkt i fleksion af albueleddet. Hvis man bøjer i armen for at løfte noget, kan man mærke at ens m. biceps brachii, bruges. Den er agonisten i vores eksempel, da den hjælper legemet i sin bevægelsesretning. Musklen der "modhjælper" denne bevægelse er m. triceps brachii, som er antagonisten i dette eksempel.